# Sphaerantia
Sphaerantia é um género botânico pertencente à família Myrtaceae.